# سيرجيو هيريرا (لاعب كرة قدم)
سيرجيو هيريرا (بالإسبانية: Sergio Herrera Pirón) هو لاعب كرة قدم إسباني في مركز حراسة المرمى، ولد في 5 يونيو 1993 في ميراندا دي إيبرو في إسبانيا. لعب مع أوساسونا وديبورتيفو ألافيس ونادي أموريبايتا ونادي هويسكا.

## وصلات خارجية
- سيرجيو هيريرا على موقع الاتحاد الأوربي (الإنجليزية)
- سيرجيو هيريرا على موقع قاعدة بيانات كرة القدم.إي يو (الإنجليزية)
- سيرجيو هيريرا على موقع Soccerway.com (الإنجليزية)
- سيرجيو هيريرا على موقع AS.com (الإسبانية)